# Bandeira de Saskatchewan
A bandeira de Saskatchewan apresenta o brasão de armas na parte superior esquerda (perto do mastro), com a flor nacional, o Lilium philadelphicum, na parte central direita . A metade superior verde da bandeira representa as áreas florestais do norte de Saskatchewan, a parte inferior amarela simboliza o sul, com seus campos de trigo. A bandeira tem as proporções 2:1.

## História

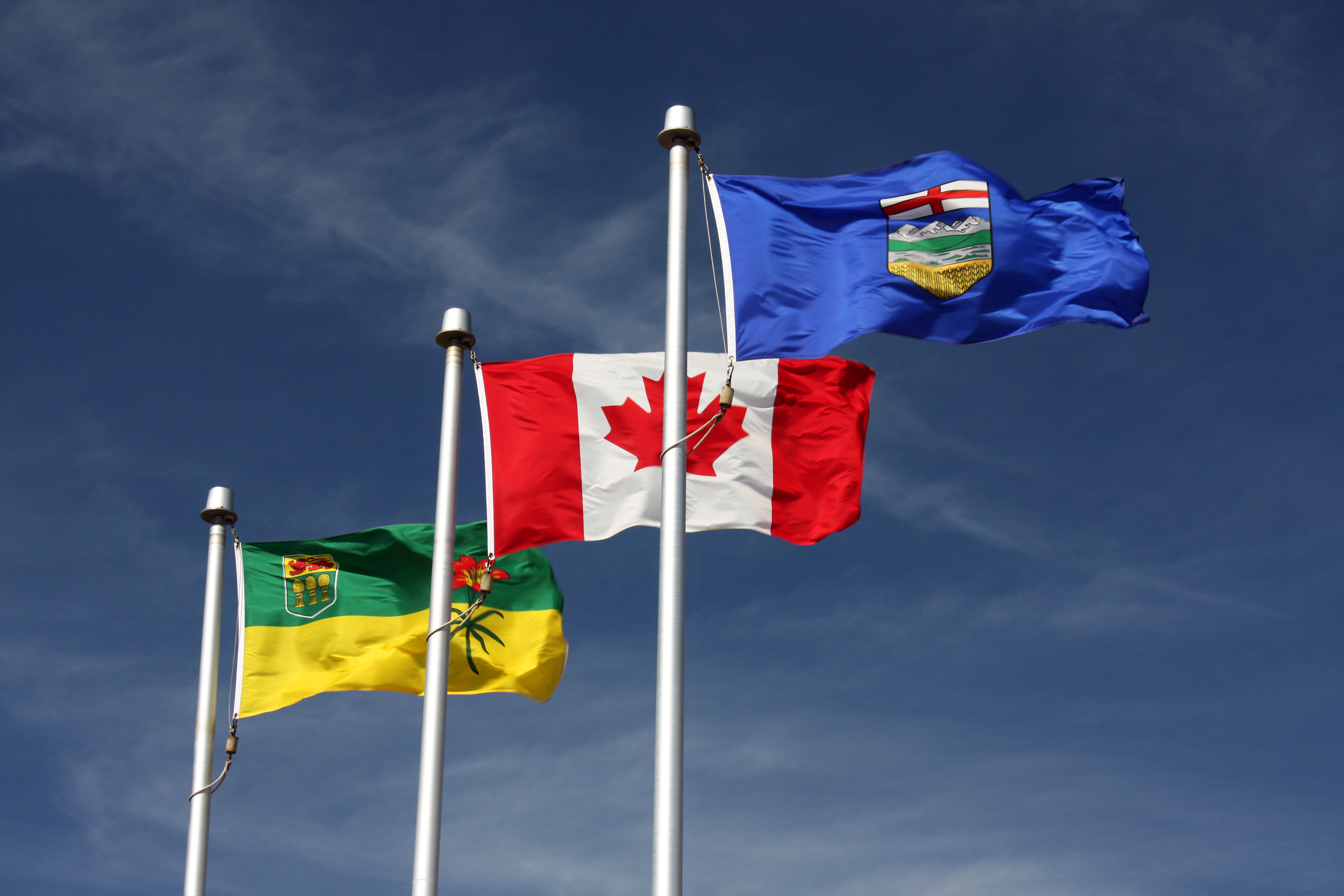
A bandeira de Saskatchewan tremulando ao lado das bandeiras do Canada e Alberta em Lloydminster

A atual bandeira de Saskatchewan foi adotada em 22 de setembro de 1969, do resultado de uma competição que atraiu mais de 4 mil inscritos. A bandeira vencedora foi desenhada por Anthony Drake de Hodgeville.

### Aniversário de 60 anos da bandeira
Em 1964, uma bandeira especial foi admitida para Saskatchewan em homenagem ao 60° aniversário da província. A bandeira apresenta um caule de trigo estilizado na parte esquerda e o brasão de armas provincial na parte superior direita. O fundo é vermelho na parte superior e verde na inferior. O simbolismo nas cores é semelhante ao da bandeira oficial: vermelho simboliza o fogo que uma vez devastou as pradarias, verde simboliza a agricultura e a vida, e o amarelo simboliza os campos de trigo. Esta bandeira aparece em ambas as proporções 3:2 e 2:1, e não é usada oficialmente.

## Ligação externa
- Governo de Saskatchewan, Turismo de Saskatchewan